# Wasted Sounds
Wasted Sounds var ett Umeåbaserat skivbolag som senare flyttade till Linköping. 
Wasted Sounds fanns mellan 2002 och 2008 och släppte mellan 50 och 60 skivor med bland annat Regulations, Asta Kask, Vicious, Totalt Jävla Mörker och Reign of Bombs.